# KM Arau (8704)
KM Arau (8704) je oceánských hlídkových lodí Malajsijské pobřežní stráže (Malaysian Maritime Enforcement Agency – MMEA). Plavidlo je jedinou lodí své třídy. Původně bylo postaveno pro japonskou pobřežní stráž, která jej v letech 1989-1997 provozovala jako Nodžima (PL-01) a letech 1997-2017 jako Oki (PL-01). Ze služby bylo vyřazeno 24. ledna 2017.
Nedlouho po svém vyřazení byla Oki, spolu s hlídkovou lodí třídy Odžika Erimo (PL-02), darována Malajsii. Malajsijská agentura pro námořní pořádková plavidlo do služby přijala 15. července 2017.

## Stavba

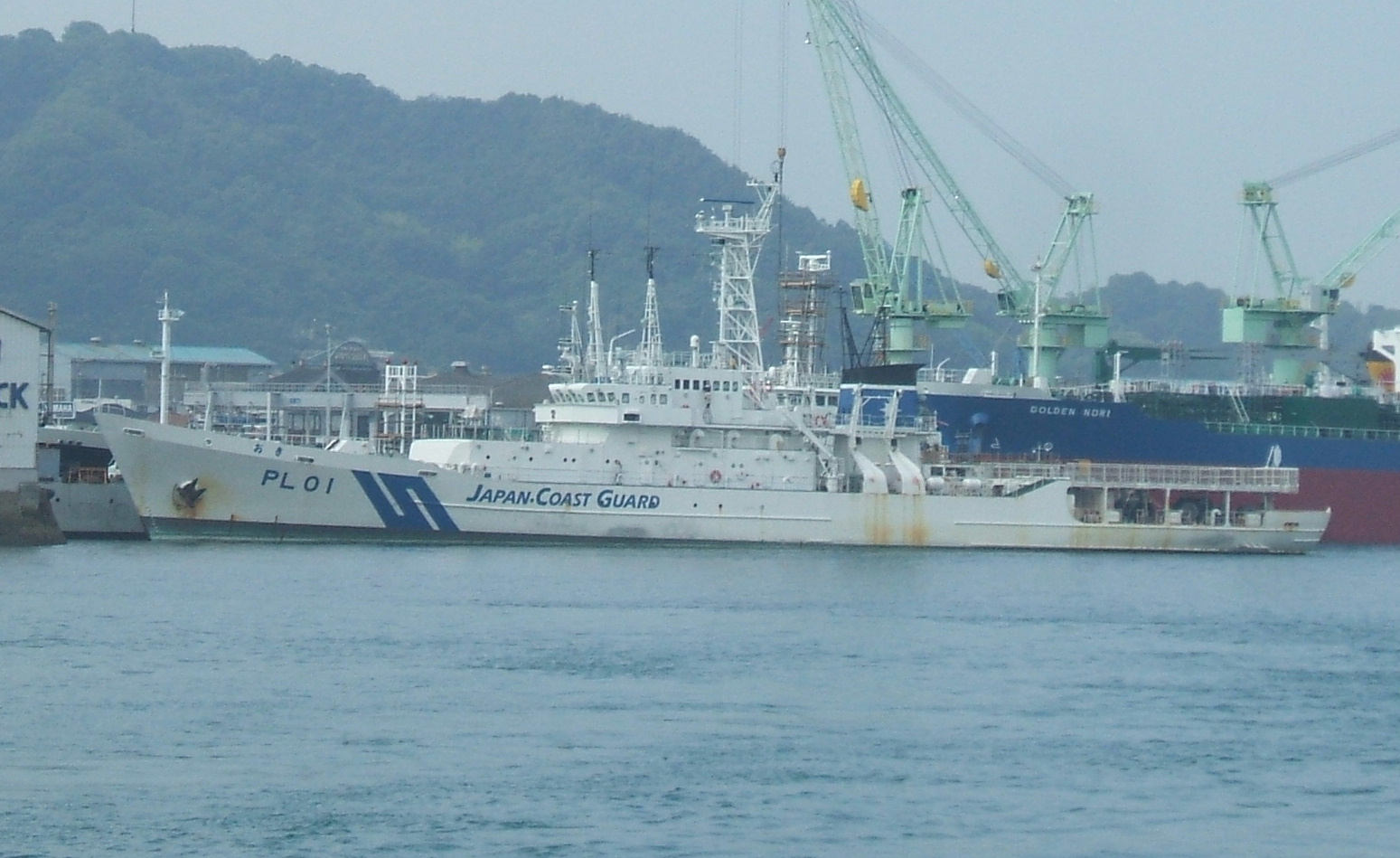
Oki (PL-01)

Plavidlo postavila japonská loděnice Ishikawajima-Harima Heavy Industries v Tokiu. Stavba byla zahájena 16. srpna 1988, na vodu byla loď spuštěna 30. května 1989 a do služby byla přijata 21. září 1989 jako Nodžima.

## Konstrukce

### NodžimaaOki
Plavidlo dostalo dva radary JMA 1596. Výzbroj tvořil jeden rotační 20mm kanón JM61-M Sea Vulcan v jednomístné věžičce na přídi. Plavidlo je vybaveno záchranářskými čluny ze sklolaminátu a podpůrným plavidlem pro potápění. Na zádi se nachází přistávací plocha pro jeden vrtulník Bell 212, avšak nikoliv hangár pro jeho uložení. Plavidlo je vybaveno dálkově ovládaným prostřekem (ROV) s podvodní videokamerou a vysokofrekvenčním sonarem s bočním směřováním. Pohonný systém tvoří dva diesely Fuji 8S40B, každý o výkonu 3500 hp, pohánějící dva lodní šrouby se stavitelnými lopatkami. Nejvyšší rychlost dosahuje 20 uzlů. Dosah je 8000 námořních mil při rychlosti 14 uzlů.

### Arau
Původní kanón Vulcan byl odstraněn. Plavidlo může také volitelně nést dálkově ovládaný bezpilotní letoun Thales Fulmar, který startuje pomocí katapultu. Nejen je vrtulník typu AS 365 N3 Dauphin či AW139.